# Daniele da Volterra

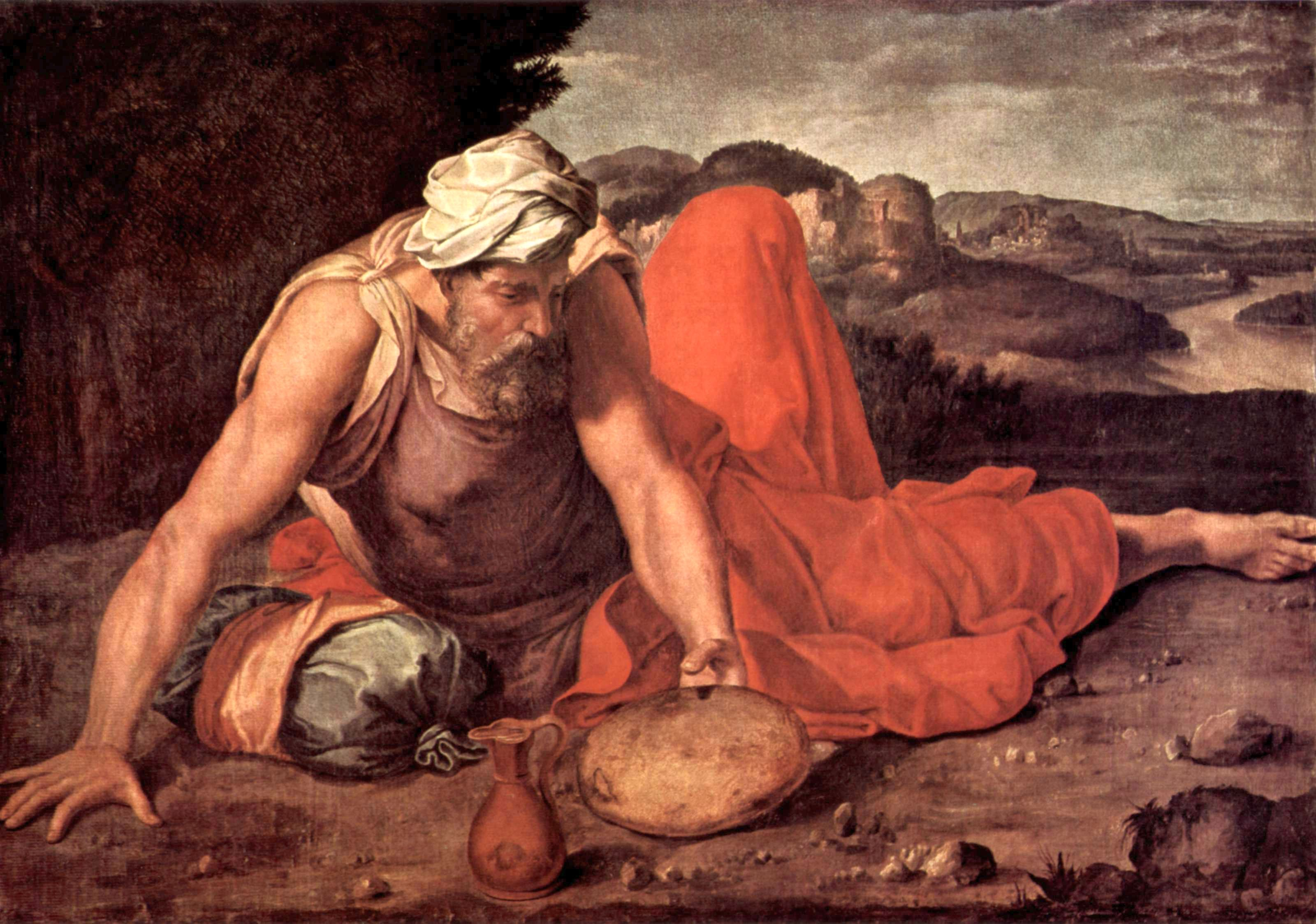
Daniele da Volterra, Profeten Elias.

Daniele da Volterra (eg. Daniele Ricciarelli), född 1509 i Volterra, Toscana, död 4 april 1566 i Rom, var en italiensk målare inom manierismen och skulptör, efterföljare till Michelangelo.
da Volterra var huvudsakligen verksam i Rom och en av Michelangelos främsta lärjungar. Hans främsta verk, Korsnedtagningen i kyrkan Trinità dei Monti i Rom (1541), har med sin stränga komposition och dramatiska rörelse mycket av Michelangelos skulpturala kraft.